# Boca de Jaruco
| \| Localisation sur la carte de Cuba · Boca de Jaruco \| Localisation sur la carte de Cuba Boca de Jaruco. |
| Localisation sur la carte de Cuba · Boca de Jaruco                                                         |

Boca de Jaruco (en français : « Bouche de Jaruco ») est un consejo popular dans la municipalité de Santa Cruz del Norte, province de Mayabeque, à Cuba.

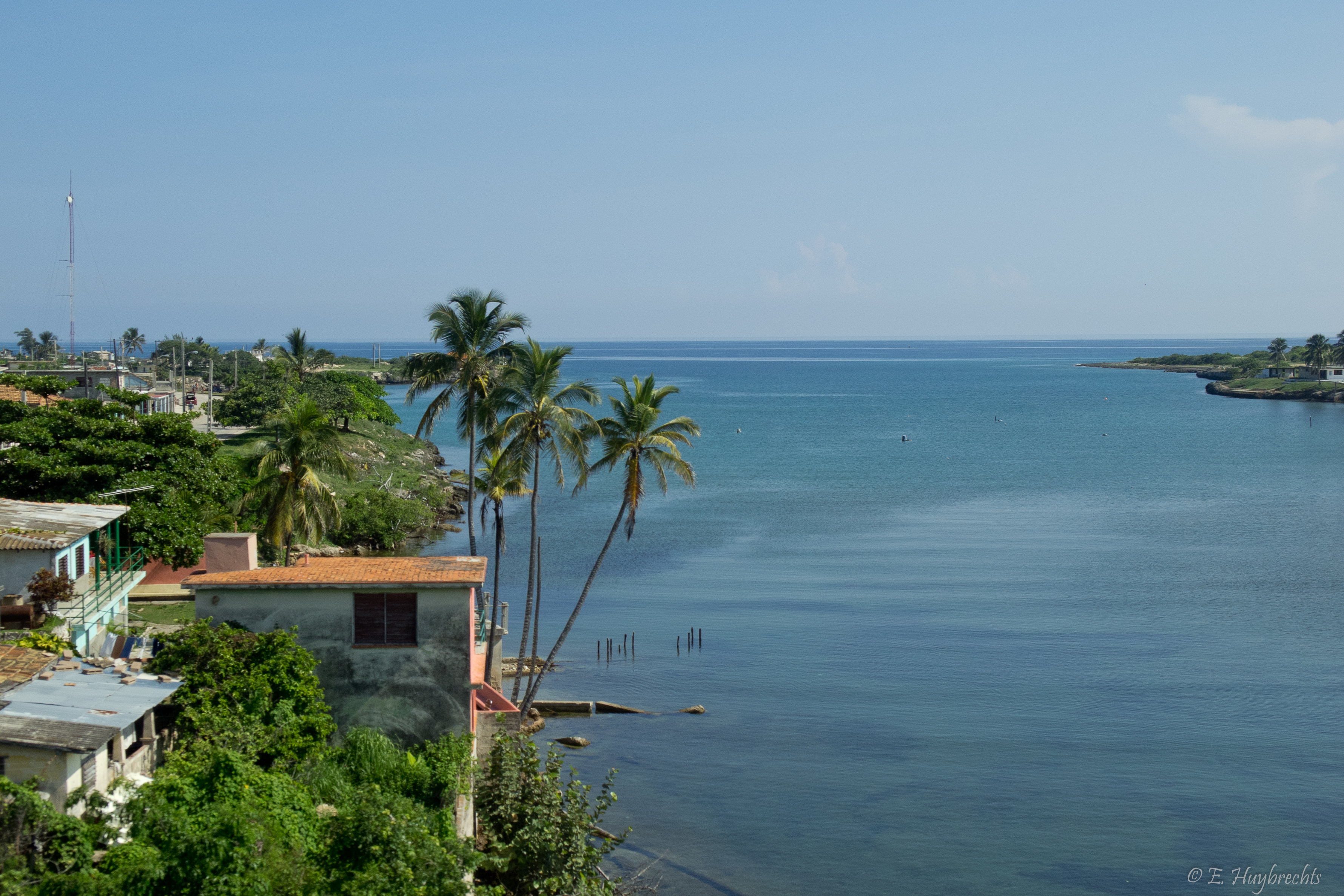

## Situation
Ce petit village de pêcheurs est situé à l'embouchure du Rio Jaruco, sur le détroit de Floride.
Depuis, d'autres terrains ont été installés : La Terraza, El Mirador et Las Cuevas.

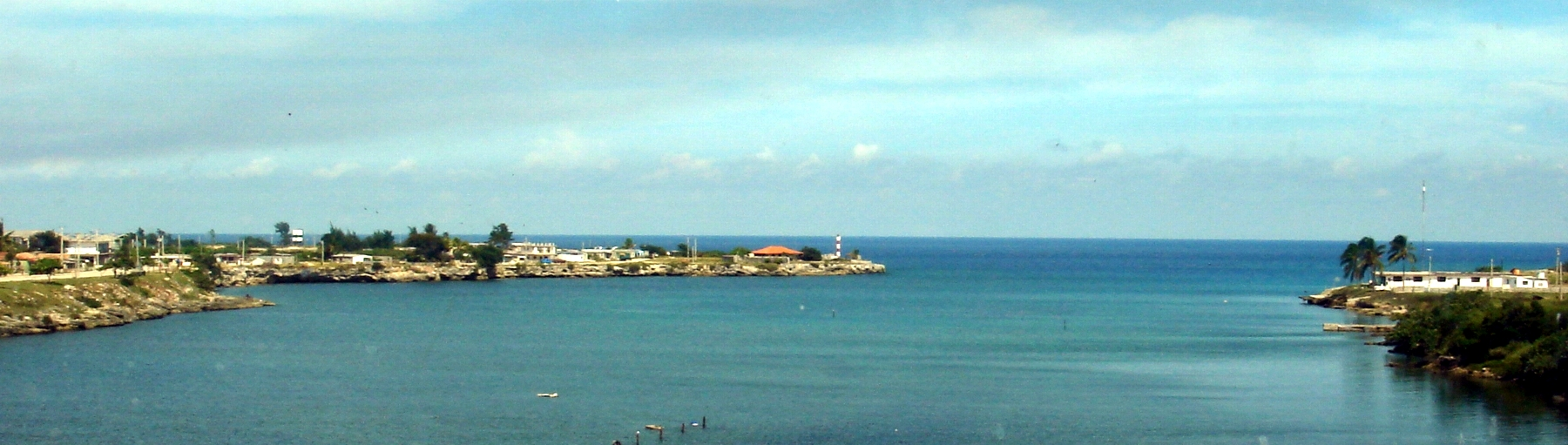
Village de Boca de Jaruco et embouchure

## Histoire
Un fortin colonial a été érigé sur la rive occidentale de l'estuaire afin de protéger la zone des incursions de corsaires et de pirates. José Ricardo O’Farril, ministre de l'agriculture, de l'industrie et du commerce de La Havane, fournit au constructeur Dionisio Beitia 1 500 pesos le 1er mars 1797 pour la construction du Torreón ou Atalaya à Boca de Jaruco. Cette somme est allouée par le Commandement de la Marine. Selon le plan initial, le bastion devait avoir sept perches de hauteur et six perches de diamètre ; ai final il en fait huit de hauteur pour huit de rayon, et coûte presque 2 000 pesos. Les parois sont en blocs de pierre remplis au milieu de pierres et de mortier pour renforcer cette installation militaire espagnole. Il reste debout jusqu'in 1898, quand il est réduit en ruines par un seul coup de canon d'un cuirassé de la marine américaine.

## Tourisme
Le terrain de camping de Boca de Jaruco est inauguré près de l’embouchure de la rivière Jaruco le 10 juillet 1982. Il est proche de la plage et de la rivière, des zones favorables pour la baignade et la navigation en bateau léger.

## Champs pétrolifères
Dans les années 1970 et 1980, un important champ pétrolifère est développé à l'ouest du village : des centaines de puits de pétrole sont forés par la Compagne nationale des pétrole de Cuba (Cupet) en coopération avec des techniciens soviétiques. De nombreux puits – dont beaucoup inactifs – sont encore visibles de chaque côté de la Via Blanca, la grande route côtière qui relie La Havane à Matanzas en passant à Boca de Jaruco.

Installations pétrolifères à Boca de Jaruco
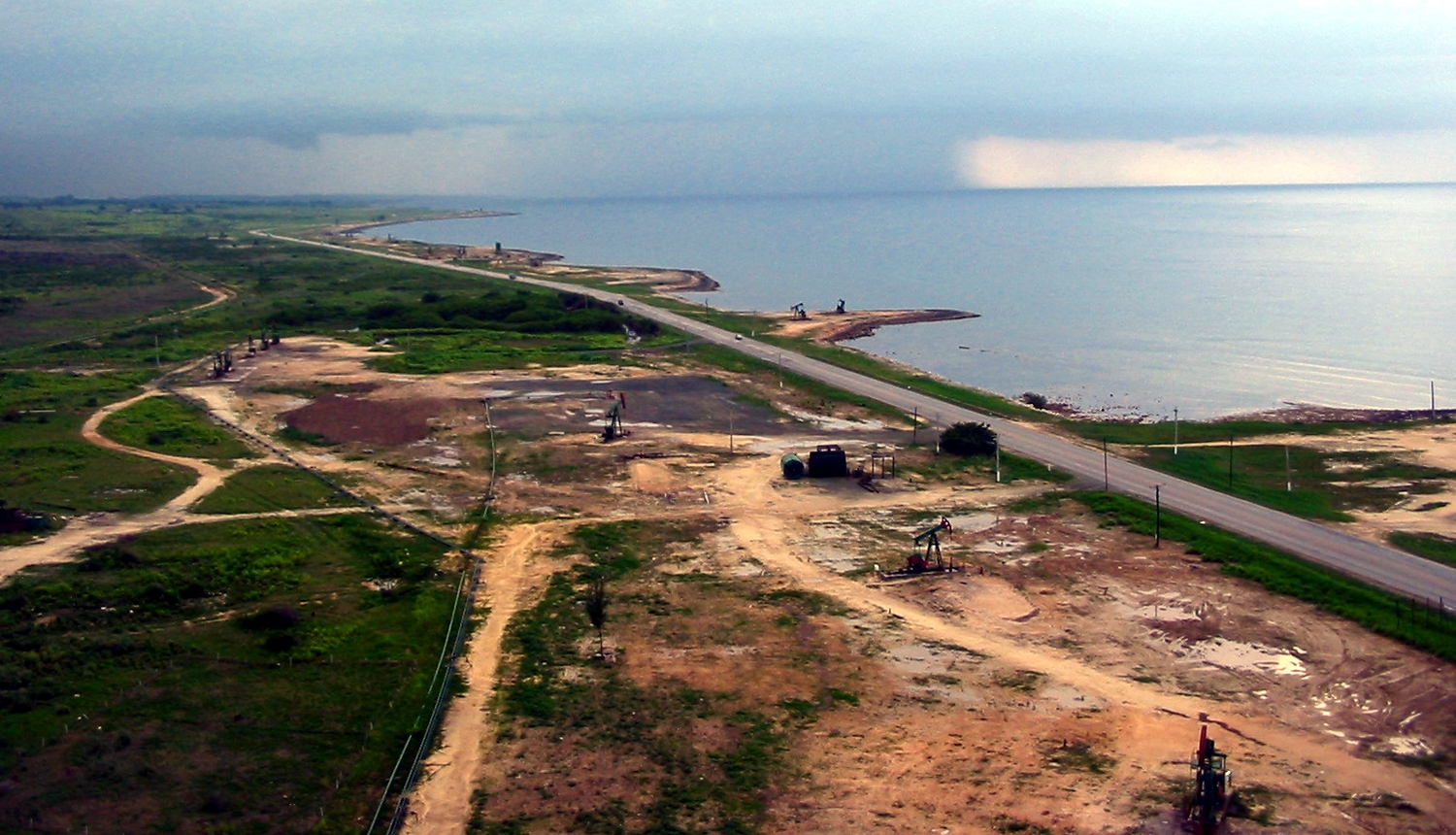
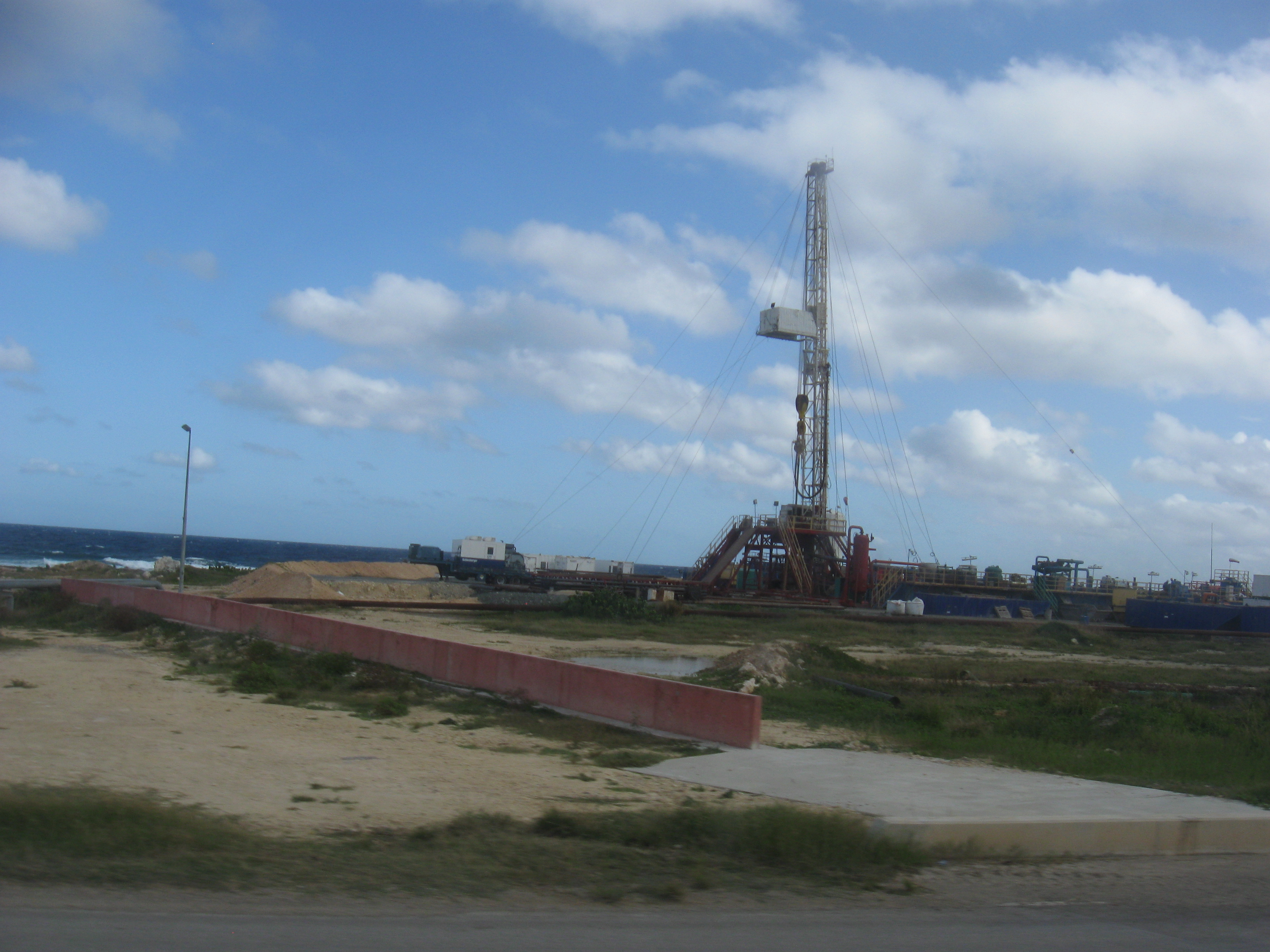
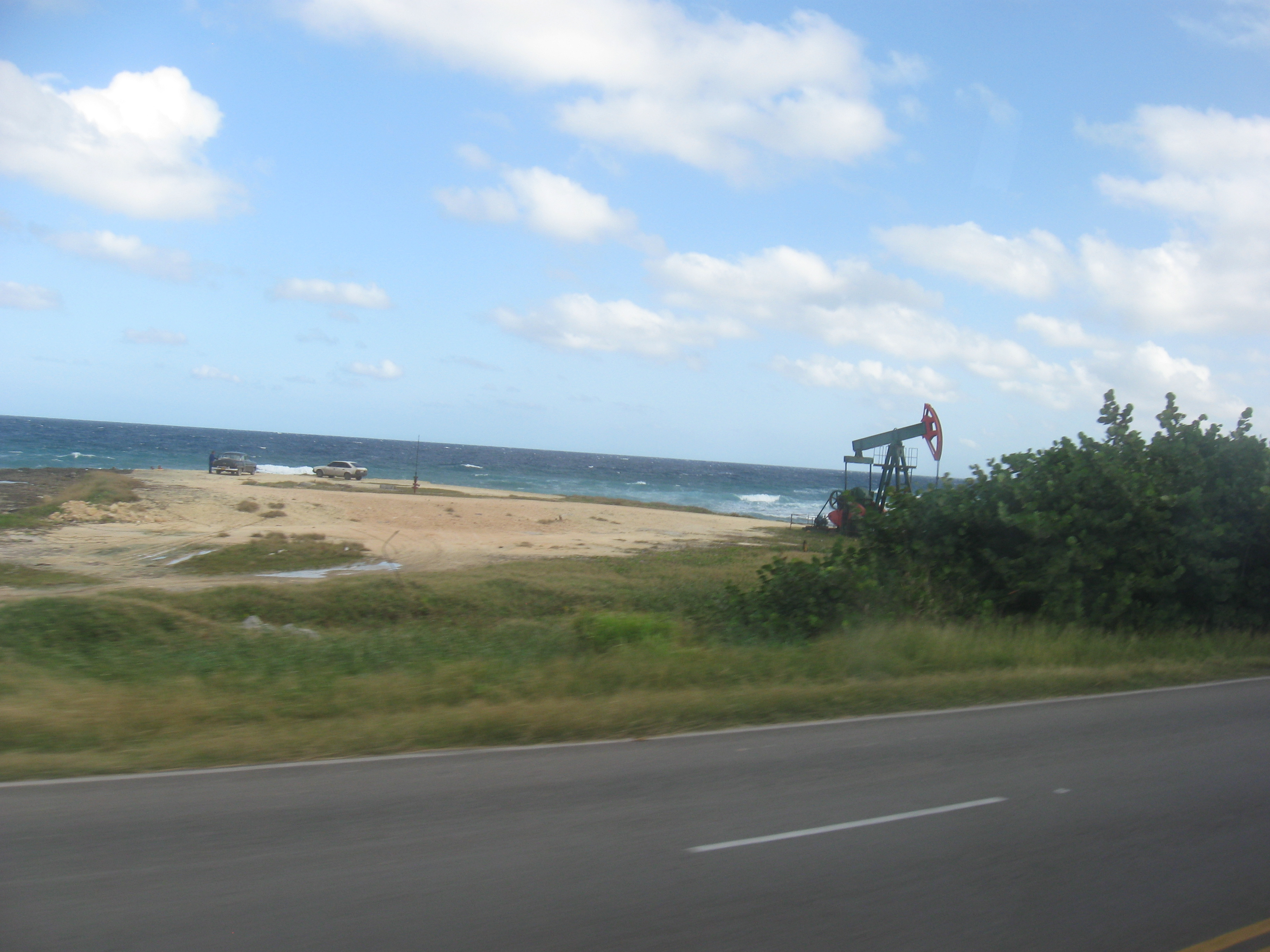
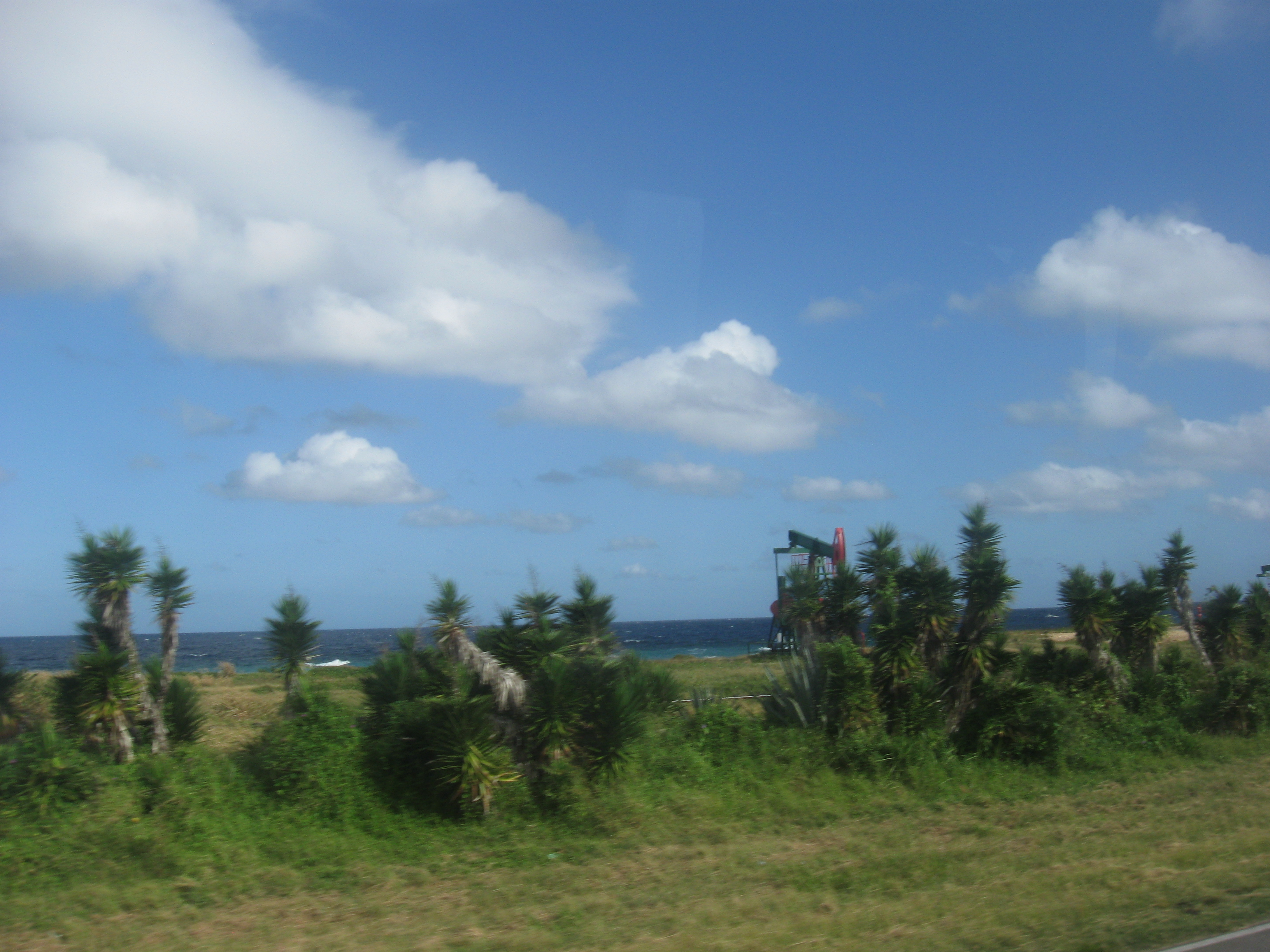